# Pétanque-Wettbewerbe
In der Boule-Spiel Sportart Pétanque werden unterschiedliche Wettbewerbe ausgetragen.

## Lizenzpflichtige und lizenzfreie Turniere

### Lizenzpflichtige Turniere
Wer an einem sportlichen Wettbewerb der Fédération Internationale de Pétanque et Jeu Provençal (FIPJP), des Deutschen Pétanque-Verbands (DPV) und deren Mitgliedsverbände teilnehmen möchte, braucht eine Lizenz (auch Spielerpass genannt). Voraussetzung für die Erteilung einer Lizenz ist in Deutschland die Verbandsangehörigkeit über einen Verein, der über einen Landesverband Mitglied im DPV ist. Bei allen offiziellen Meisterschaften, Ranglistenturniere von Verbänden und Ligen besteht Lizenzpflicht.

### Lizenzfreie Turniere
Es gibt allerdings Turniere, wie Stadtmeisterschaften, bei denen keine Lizenzpflicht besteht. Auch bei Freizeitligen (z. B. in Baden-Württemberg die Hardtliga) besteht keine Lizenzpflicht. Eine ausdrückliche Lizenzpflicht besteht in der Regel nicht bei sogenannten Mini-Turnieren, auch wenn sie als Begleitturnier bei Deutschen Meisterschaften veranstaltet werden.
Auch Vereine tragen Turniere aus, bei denen keine Lizenzpflicht besteht. Es gibt zudem Freizeit-Turniere, die Pétanque-Abteilungen von Mehrsparten-Vereinen für den Gesamtverein veranstalten.

## Veranstaltungen mit Freizeit- bzw. Sportcharakter
Mit Pétanque oder Boule verbinden viele das gemütliche Spiel älterer Franzosen auf dem Dorfplatz. Dazu gehört dann Käse und Rotwein, auch wenn dies auf den französischen Dorfplätzen nicht immer dazu gehört. Das ist jedoch ein Klischee.
Daneben gibt es Vereine, die direkt oder indirekt einem nationalen Sportverband angehören, der wiederum Mitglied in der FIPJP ist.
Unter organisierten und nicht organisierten Pétanque-Spielern gibt es über den Grad der Organisation des Pétanque-Sports seit der Gründung des DPV Diskussionen. Ein Teil der Pétanque-Szene ist den Weg in die Gründung von Vereinen und Verbände nicht mitgegangen, andere haben nur Spielgemeinschaften gegründet und lehnen die Gründung von eingetragenen Vereinen und die Mitgliedschaft in Kreis-, Stadt- und Landesportverbänden bzw. im DOSB ab. Wiederum andere haben um die Mitgliedschaft in diesen Sportverbänden gerungen. Ein großer Teil der Verbandsmitgliedschaft (des DPV) ist diesem Weg (zumindest widerspruchslos) gefolgt.
Für einige geht der gesellige Charakter des Pétanque verloren, wenn zu viel Regeln und Verbote bestehen, andere sehen zwar die Notwendigkeit des geselligen Spiels und/oder akzeptieren ihn als Teil des Verbandes, sehen den DPV vor allem als Sportverband und dringen daher auf die Einhaltung der Regeln und Beachtung von Verboten.
Das heißt aber nicht, dass auf Veranstaltungen mit Freizeitcharakter keine guten sportlichen Leistungen geboten werden.

### Private Veranstaltungen
Im Prinzip ist das gemeinsame Spiel von Pétanque-Spieler auf der privaten Bahn im Garten oder auf Parkwegen bzw. öffentlichen Plätzen eine Veranstaltung. Vor allem dann, wenn mehrere Spiele gleichzeitig laufen, Formationen und Paarungen neu zusammengestellt/gemischt werden. Die Austragung von kleinen, auch spontanen Turnieren (zum Beispiel einem Supermêlée) ist nicht unüblich, vor allem, wenn sowohl unorganisierte als auch organisierte Sportler gemeinsam spielen.

### Spielabende und Trainings in Vereinen
Reine Pétanque-Vereine haben oft ein eigenes Gelände. Zuweilen tragen sie ihre Spiel-, Übungs- und Traningsveranstaltungen auf öffentlichem Gelände aus. Dort spielen sie oft mit nicht organisierten Spielern zusammen.
Diese Veranstaltungen sind Teil des organisierten Sportbetriebs. Hier gibt es häufiger Turniere oder gar Turnierserien.
Andere Pétanque-Vereine bzw. Pétanque-Abteilungen von Mehrspartenvereinen spielen auf Vereinsgelände. Der Grad der Organisation ist hier größer.

### Mini-Turniere
Mini-Turniere sind in der Regel auf vier Formationen (meist Doublette, selten Triplette) begrenzt. Je zwei Formationen spielen gegeneinander und ermitteln die Finalgegner. Wird ein Startgeld erhoben, geht dieses entweder an den Sieger des Finales oder wird unter den Finalgegnern verteilt.
Mini-Turniere finden oft am Rande großer Turniere bzw. Meisterschaften statt. An ihr nehmen in der Regel bereits ausgeschiedene Turnierteilnehmer aber auch Zuschauer teil. Sie können aber auch geplant oder spontan anderswo stattfinden.

### Offene Turniere
Als offene Turniere werden Wettbewerbe bezeichnet, die für alle Pétanque-Sportler offen sind und bei denen man sich in der Regel erst unmittelbar vor Turnierbeginn anmelden muss. Bei vielen dieser Turniere besteht keine Lizenzpflicht. Es gibt aber auch offene Turniere mit Lizenzpflicht.
Einige Turnierveranstalter tragen an einem Wochenende zwei Turniere in verschiedenen Formationen aus, in der Regel ein Doublette- und ein Triplette-Turnier.
Für die meisten offenen Turniere wird ein Startgeld erhoben. Diese werden bei einigen Turnieren ganz oder nach Abzug der Kosten unter den Teilnehmern ausgespielt. Bei anderen Turnieren werden Sachpreise verteilt. In Frankreich werden in der Regel nur bei Lizenzturnieren die Startgelder in bar ausgeschüttet. In einigen Regionen werden nur Lizenzturniere veranstaltet. In einigen Touristengegenden gibt es während der Saison lizenzfreie Turniere mit Sachpreisen.

### Einladungsturniere
Einladungsturniere werden vor allem aus zwei Gründen veranstaltet: Entweder steht nur ein begrenzter Platz zur Verfügung (zum Beispiel bei Hallenturnieren) oder man will ein bestimmtes (zum Beispiel hochkarätiges) Teilnehmerfeld. Einladungsturniere werden für bestimmte Formationen (Spieler), Klubs und/oder Nationalteams veranstaltet.
Bei Einladungsterminen mit größeren Teilnehmerzahlen kann man sich um die Einladung bewerben.

### Ranglistenturniere
In Ranglistenturnieren (und Ligaspielen) kann man Punkte für die Pétanque-Rangliste erwerben.

#### Ranglisten des DPV und der Landesverbände
Für die aktuelle DPV-Rangliste werden die Platzierungen bei den Deutschen Meisterschaften im Triplette, Doublette, Doublette mixte und Tête-à tête für die letzten drei Jahre gewertet. Die jeweils aktuelle Meisterschaft erhält die höchste Wertung, die älteste die niedrigste Wertung. Vor Einführung dieser Rangliste gab es zusätzliche Ranglistenturniere, für die ähnlich wie bei einigen Landesverbands-Ranglisten bestimmte Mindest-Kriterien galten.
Die Ranglisten dienen in einigen Landesverbänden als Hilfsmittel zur Aufstellung ihrer Landeskader zum Beispiel für den Länderpokal. Die Ranglisten-Turniere der Verbände sind lizenzpflichtig.

#### Ehemalige Ranglisten
Verschiedene Pétanque-Fachzeitschriften wie „Au Fer“ und „Pétanque International“ (PI), die inzwischen vor allem durch die Konkurrenz des Internets eingestellt wurden, führten eigene Ranglisten. PI lud die 48 Bestplatzierten zu einem Turnier ein. Bis 2001 galt die Rangliste auch zur Qualifikation zum „Ricard-Cup“.
Es gibt auch Ranglisten für Turnierserien. Diese werden u. a. von mehreren Vereinen gemeinsam ausgetragen.
Zumindest einige dieser Turnierserien sind nicht lizenzpflichtig.

### Turnierserien

#### Centrope-Cup
Eine internationale Turnierserie mit einer Länderrangliste ist der Centrope-Cup, der von den Verbänden Tschechiens, der Slowakei, Ungarns, Polens, Sloweniens und Österreichs gegründet wurde. Er besteht aus sechs Turnieren, die offen für Teilnehmer anderer Nationen sind. Punkten können aber nur Formationen aus den genannten Nationen, wenn deren Team-Mitglieder alle eine Lizenz desselben Verbandes besitzen. Die Punkte bekommen die Nationen.

#### Grand Prix d'Allemagne
In Deutschland gab es bis 2020 die Turnierserie Grand Prix d'Allemagne.

#### DPV Masters
Vereine, die Ihren Turnieren gerne das besondere Flair einer hochklassigen Veranstaltung geben möchten führen das DPV Masters durch. 2023 waren dies: Grand Prix in Viernheim, Schlosspokal in Edingen-Neckarhausen, Düsseldorf Ouvert in Düsseldorf, Holstenturnier in Travemünde und das Schlossplatzturnier in Stuttgart.

### Meisterschaften
In einigen Städten werden sogenannte offene Stadtmeisterschaften ausgetragen, die zum Teil nicht lizenzpflichtig sind. Die offiziellen Meisterschaften der Verbände sind immer lizenzpflichtig.

#### Landesmeisterschaften
In Deutschland werden regional in den einzelnen Landesverbänden die Landesmeisterschaften ausgetragen. In Nordrhein-Westfalen muss man sich dafür über Bezirksmeisterschaften qualifizieren. In einigen Landesverbänden (zum Beispiel Niedersachsen) sind die Landesmeisterschaften auch Qualifikationsturniere für die Deutschen Meisterschaften. Andere Landesverbände, wie Baden-Württemberg, veranstalten gesonderte Qualifikationsturniere. Die Landesmeisterschaften werden in der Regel in allen Formationen ausgetragen, in denen auch Deutsche Meisterschaften ausgetragen werden.
Näheres siehe: Deutsche Pétanque-Meisterschaften.
Auch in anderen Pétanque-Nationen (zum Beispiel Frankreich) werden regionale Meisterschaften und Qualifikationen ausgetragen.

#### Nationale Meisterschaften
Die nationalen Pétanque-Verbände veranstalten nationale Meisterschaften. Diese sind (bei kleineren Nationen) zum Teil offen für alle Lizenznehmer, in anderen Nationen werden regionale Qualifikationsturniere durchgeführt. In Deutschland wurde die erste Deutsche Meisterschaft 1977 in Bad Godesberg als offenes Turnier ausgetragen.
Die Meisterschaften werden nicht in allen Ländern für dieselben Formationen ausgetragen. So werden zum Beispiel in der Schweiz und Österreich Meisterschaften im Triplette mixte, in Frankreich und Deutschland im Doublette mixte ausgetragen.
Für Deutschland siehe Deutsche Pétanque-Meisterschaften

#### Europameisterschaften
Die Confédération Européenne de Pétanque (CEP) trägt seit 1998 jeweils im Zweijahresrhythmus Europameisterschaften der Jugend und seit 2001 Europameisterschaften der Damen aus. Beide Disziplinen werden im Triplette ausgetragen. Seit 2002 (Jugend) bzw. 2003 (Damen) werden auch Wettbewerbe im Tir de Precision (Präzisionsschießen) ausgetragen.
2008 wurden erstmals Europameisterschaften der Espoirs (U23) ausgetragen, die Qualifikation dazu fand bereits 2007 statt.
Auch in den anderen Erdteilen werden Kontinental-Wettbewerbe ausgetragen.
Erste deutsche Erfolge gab es im Präzisionsschießen durch Bronzemedaillen für Patrick Beton (Jugend 2002) und Anna Lazaridis (2007 Damen).
Zu den weiteren Erfolgen:

#### Weltmeisterschaften
Die Fédération Internationale de Pétanque et Jeu Provençal (FIPJP) trägt seit 1959 Weltmeisterschaften für Senioren aus. Sie finden seit 1963 jährlich statt. Seit 1987 finden WM der Jugend und seit 1998 WM der Damen (jeweils im Zweijahresrhythmus) statt.
Wettbewerbe im Präzisionsschießen werden seit 2000 (Senioren), 2001 (Jugend) bzw. 2002 (Damen) ausgetragen.
Die Deutschen Senioren konnten dreimal Platz 5 belegen. Die Deutschen Damen Daniela Thelen, Gudrun Deterding, Lara Eble und Annick Hess holten 2004 in Maspalomas, Spanien die Silbermedaille. Das deutsche Jugendteam gewann 1993 mit Tobias Jakel, Marco Marggrander, Michael Friese und Andreas Mahnert ebenfalls Silber.
Im Präzisionsschießen der Senioren konnten Kim Rieger (2003, 2004), Sascha Koch (2005) und Jannick Schaake (2007) das Viertelfinale und damit Platz 5 erreichen. Bei den Damen erreichte Daniela Thelen (2004) das Viertelfinale. Dominique Tsouroupa erreichte 2001 das Halbfinale, verlor dies allerdings. 2001 wurde einmalig ein Spiel um Platz 3 ausgetragen, dass Tsouroupa ebenfalls verlor.
Zu den weiteren Erfolgen:

### World Games
Des Weiteren ist Pétanque Bestandteil des Wettkampfprogramms der World Games. Bei den World Games 1993 gewannen Stefanie Schwarzbach und Denise Pektor die Bronzemedaille im Frauen-Doublette. Bei den World Games 2005 gewannen die Damen im Triplette die Bronzemedaille (Lara Koch, Daniela Thelen und Gudrun Deterding) die Senioren (Sascha Koch, Hannes Bloch, Kamel-Mohammed Bourouba) belegten Platz 4.
Bei den nachfolgenden Wettbewerben 2009, 2013, 2017 und 2022 blieben die deutschen Teilnehmer ohne Medaille.

### Nordseecup
Der Nordseecup bzw. das International North See Pétanque Tournament (INSPT) war ein Mannschaftswettbewerb und wurde seit 1980 ausgetragen. 1980 und 1981 bestand der Nordseecup allerdings nur aus einer Begegnung Niederländischer und Flanderischer Mannschaften. 1982 kamen Großbritannien und 1984 Schweden hinzu. Der Deutsche Pétanque Verband trat 1986 bei und wurde bis 1990 als West-Germany geführt. Seit 2008 nimmt der DPV nicht mehr am Nordseecup teil und hat den Verband verlassen, ebenso auch Schweden.
Im Mannschaftswettbewerb traten bis 2006 drei Senioren-Triplette, ein Damen-Triplette und ein Jugend-Triplette je Nation an. Die Senioren-Teams wurden von 1 bis 3 durchnummeriert. 2007 wurde das Senioren-Triplettes 3 durch ein Espoirs-Triplette ersetzt. Ab 2007 konnten je Triplette 4 Spieler eingesetzt werden, d. h. während des Turniers als auch während eines Spiels waren Auswechslungen möglich. Es spielten immer zwei Teams mit gleicher Bezeichnung gegeneinander, für alle Triplettes gab es eine Spezial-Wertung.

### Weitere Nationenwettbewerbe
Pétanque-Wettbewerbe wird auch innerhalb anderer regionaler Nationenwettbewerbe wie den Mittelmeerspielen oder den Südostasienspielen ausgetragen.

### Weitere bedeutende Turniere
Das größte Pétanque-Turnier der Welt findet alljährlich in Marseille statt: Die Mondial la Marseillaise à Pétanque mit jährlich über 12.000 Teilnehmern. Am Turnier kann jeder Lizenzspieler auf der Welt teilnehmen. Die Marseillaise à pétanque gilt als Mekka des Pétanque-Sports. Weitere wichtige internationale Turniere werden auf der Website der FIPJP aufgeführt.
Das größte Turnier Deutschlands ist das Holstentorturnier in Lübeck-Travemünde mit über 1000 Starter im Jahr 2018. Es hat das Mittelrhein-Turnier in Bacharach mit über 900 Starter im Jahr 2007 abgelöst. Beide Turniere profitieren vom Ambiente der Veranstaltungsorte direkt an der Ostsee bzw. am Rhein. Weitere bedeutende Turniere finden um den französischen Nationalfeiertag (14. Juli) in Berlin-Tegel und im Münchner Hofgarten durch die Münchner Kugelwurfunion statt.

## Formations-, Mannschafts- und Schießwettbewerbe
Pétanque-Wettbewerbe können weiter unterschieden werden in
- Turniere und Meisterschaften, in denen unterschiedliche gleich starke Formationen gegeneinander antreten,
- Mannschaftswettbewerbe, in denen Mannschaften mit mehreren Formationen gleichzeitig und/oder hintereinander gegeneinander antreten,
- Schießwettbewerbe (Präzisionsschießen), bei denen einzelne Spieler der Reihe nach klar definierte Aufgaben erfüllen müssen und dafür Punkte bekommen.

### Formationen
Fast alle Turniere und Meisterschaften werden zwischen Formationen ausgetragen, das heißt zwei gleich starken Teams mit einer gleichen Anzahl Kugeln:

#### Tête à tête
Tête à tête heißt eigentlich ‚Kopf gegen Kopf‘. Es ist auch die Bezeichnung für das Einzel im Pétanque (und Jeu Provençal). Jeder Spieler hat drei Kugeln. Daher sind für ein normales Spiel bis 13 Punkte mindestens fünf Aufnahmen möglich.
Tête à tête wird selten gespielt. Es gibt sehr wenige Tête-à-tête-Turniere. In Deutschland gibt es wie in den meisten anderen Nationen eine nationale Tête-à-tête Meisterschaft, in den deutschen Landesverbänden gibt es ebenfalls Meisterschaften sowie Qualifikationen zur nationalen Meisterschaft. Tête à tête wurde bis vor einigen Jahren noch in Mannschaftswettbewerben gespielt. Beispielsweise wurde in der Vorrunde für die Pétanque-Europameisterschaft Espoirs 2008 auch tête à tête gespielt.

#### Doublette
Doublette ist die am meisten gespielte Formation bei Turnieren, sie besteht aus 2 Spielern mit je 3 Kugeln. Daher sind für ein normales Spiel bis 13 Punkte mindestens drei Aufnahmen möglich. Im Turnier spielen in der Regel Doublette gegen Doublette. Beim Supermêlée, beim Training und beim freien Spiel sind Partien Doublette gegen Triplette möglich. Ausnahmen werden auch bei Turnieren mit Freizeitcharakter gemacht, um angereisten Spielern eine Teilnahme zu ermöglichen.

#### Triplette
Das Triplette, das aus drei Spielern mit je zwei Kugeln besteht, ist die sogenannte Königsdisziplin. Welt- und Europameisterschaften werden in dieser Formation ausgetragen.
In Deutschland werden neben den Deutschen Meisterschaften im Triplette auch die DM der Damen und der 55+ im Triplette ausgetragen. In Österreich wird die mixte in dieser Formation ausgetragen.
Im Triplette ist die Teamfähigkeit der einzelnen Teammitglieder von großer Bedeutung.

#### „Trio“
Streng genommen ist „Trio“ oder auch 3er-Cup genannt, ein Mannschaftswettbewerb. Zu einer Mannschaft gehören drei Spieler. Es wird abwechselnd eine Runde Triplette und eine Runde tête à tête und Doublette gespielt. Im Laufe des Turnieres muss jeder Spieler einer Mannschaft einmal tête à tête gespielt haben, so dass auch immer zwei andere Spieler Doublette miteinander spielen.

### Mannschaftswettbewerbe
Mannschaften bestehen aus mehreren Formationen. In der Regel werden Mannschaften aus Formationen gebildet, die insgesamt 6 Teilnehmer ergeben, also folgenden Mannschaftstypen
1. 1 tête à tête (1), ein Doublette (2), ein Triplette (3)
2. 6 tête à tête
3. 3 Doublette
4. 2 Triplette
5. 1 Triplette, 1 Triplette mixte, 2 Doublette und 1 Doublette Mixte (Bundesligamodus)

Grundsätzlich werden mehrere Runden meist mit veränderten Formationen oder Zwangsaustausch von Mitgliedern der Formationen gespielt.
Zum Beispiel wurden in Niedersachsen bei Liga-Spielen 3 Runden gespielt, dabei kamen die Mannschaftstypen 2–4 zum Einsatz. Nach einer Regeländerung wurden 3 Runden nach Mannschaftstyp 1 gespielt. Allerdings musste ein eingesetzter Spieler mindestens in zwei verschiedenen Formationen antreten. Nach einer weiteren Regeländerung wurde der Bundesligamodus (Typ 5) weitgehend übernommen.

#### Liga
Die nationalen Pétanque-Verbände und ihre Untergliederungen veranstalten Liga-Wettbewerbe. In Europa qualifizieren sich die Meister der Nationalen Ligen (Nationaler Vereinsmeisterschaften) für den Europa-Cup.

##### Deutschland
In der Saison 2007 startete die Deutsche Pétanque-Bundesliga (DPB) als höchste Deutsche Spielklasse in Nachfolge der Deutschen Vereinsmeisterschaft. Die DPB umfasst 16 Vereine, es wird (im EuroCup-Modus) eine Runde mit zwei Triplettes und eine Runde mit drei Doublettes gespielt. Jeweils eine Formation muss mindestens als Mixte spielen. Es darf auch während der Begegnungen ausgewechselt werden.
Darunter gibt es in der Landesverbänden unterschiedlich viele Ligen, deren Mannschaften nach unterschiedlichen Regeln zusammengestellt werden. Einige Landesverbände haben zumindest den Modus der obersten Liga an den DPB-Modus angepasst. Die Ligenbezeichnung ist nicht einheitlich, so benennt zum Beispiel der LV Saarland seine oberste Liga Landesliga, während im LV Baden-Württemberg die Landesliga die Liga 4 ist.
Eine Übersicht der Ligen und deren Anzahl (Stand 2023):
| Kürzel          | BBPV              | BPV                 | LPVB    | HPV                | NPV                 | LV Nord          | BPV NRW             | PVRLP             | SBV              | PV Ost  |
| --------------- | ----------------- | ------------------- | ------- | ------------------ | ------------------- | ---------------- | ------------------- | ----------------- | ---------------- | ------- |
| Landesverband   | Baden-Württemberg | Bayern              | Berlin  | Hessen             | Niedersachsen       | Nord             | Nordrhein-Westfalen | Rheinland-Pfalz   | Saarland         | Ost     |
| Liga 2          | BaWü-Liga         | Bayern-Liga         | 1. Liga | 1. Hessen-Liga     | Niedersachsen-Liga  | Nord-Liga        | NRW-Liga            | Landesliga        | Landesliga       | 1. Liga |
| Liga 3          | Regionalliga (2)  | Landesliga (2)      | 2. Liga | 2. Hessen-Liga (2) | Regionalliga (3)    | Verbandsliga     | Regionalliga (2)    | Regionalliga (2)  | Oberliga (2)     | 2. Liga |
| Liga 4          | Oberliga (6)      | Bezirksoberliga (4) | 3. Liga | 3. Liga (4)        | Bezirksoberliga (7) | Oberliga (2)     | Bezirksliga (4)     | Bezirksliga (4)   | Regionalliga (2) | -       |
| Liga 5          | Landesliga (6)    | Bezirksliga (3)     | -       | 4. Liga (4)        | Bezirksliga (11)    | Regionalliga (4) | Bezirksklasse (8)   | Bezirksklasse (3) | Verbandsliga (2) | -       |
| Liga 6          | Bezirksliga (5)   | Kreisliga (3)       | -       | -                  | -                   | -                | Kreisliga (12)      | Kreisliga (2)     | Bezirksliga (3)  | -       |
| Liga 7          | Kreisliga (4)     | -                   | -       | -                  | -                   | -                | -                   | -                 | -                | -       |
| Summe der Ligen | 32                | 13                  | 3       | 11                 | 22                  | 8                | 27                  | 12                | 10               | 2       |

##### Österreich
Der Österreichische Pétanque-Verband (ÖPV) (296 lizenzierte Mitglieder 2022) veranstaltet seit 2022 eine 1. Bundesliga (6 besten Vereine) und eine 2. Bundesliga, aus der jeweils der Letztplatzierte ab- bzw. der Gewinner aufsteigt. Diese wird an 6 Ligaspieltagen an 3 Wochenenden ausgespielt. der Sieger der 1. Bundesliga darf am Eurocup teilnehmen.
Auch in den Bundesländern etablieren sich langsam eigene Ligen, beispielsweise in Oberösterreich gibt es eine 1. und eine 2. Landesliga.

##### Schweiz
Die Schweiz hat eine National-Liga A und eine National-Liga B und in unserem Kantonalverband die 1. Liga und 2. Liga.

#### Länderpokal
Die DPV trägt seit 1992 den Länderpokal aus. Dies ist ein Wettbewerb für Auswahlmannschaften der Landesverbände.
Der Deutsche Jugend-Länderpokal heißt seit 2002 Jugend-Ländermasters.

#### EuroCup
Der EuroCup wird seit 1997 von der Confédération Européenne de Pétanque (CEP) ausgetragen. Qualifiziert sind dafür die Landesmeister der Vereine. Teilnahmeberechtigt sind die Landesmeister der CEP sowie der Titelverteidiger. Der Deutsche Mannschaftsmeister wurde bis 2006 durch die Deutsche Mannschaftsmeisterschaft des Deutschen Pétanque Verbands verbindet, ab 2007 qualifiziert sich der Meister der neugegründeten Deutschen Pétanque-Bundesliga (DPB).

#### Weitere Pokalwettbewerbe
Die ehemalige Fachzeitschrift „Pétanque International“ (PI) richtete von 1993 bis 2003 den „Ricard Cup“ aus.
Ab 2002 konnten sich alle Vereine, die Mitglied in einem Landesverband des DPV waren und über genügend Mitglieder mit Lizenz verfügten, melden. Bis 2001 mussten sich Vereine dafür qualifizieren. Grundlage für die Qualifikation war die Platzierung auf der „PI-Rangliste“. Mindestens drei Spieler eines Vereins mussten sich dafür qualifizieren. 2001 qualifizierten sich dafür 83 Vereine.
Österreich trägt seit 2002 den Cup der Clubs aus.
In Deutschland tragen einige Landesverbände Pokal-Wettbewerbe aus.

### Präzisionsschießen
Neben den Formations- und Mannschaftswettbewerben gibt es das so genannte Präzisionsschießen, französisch: Tir de précision, die bei den Deutschen Pétanque-Meisterschaften der Senioren, der Frauen und der Jugend, bei den Pétanque-Weltmeisterschaften der Senioren, der Damen und der Jugend sowie bei den Pétanque-Europameisterschaften der Damen und der Jugend ausgetragen wird.
Dabei wird aus Entfernungen von 6, 7, 8 und 9 Metern auf fünf verschiedene Anordnungen von Kugeln geschossen.
Aufgaben:
1. Die Zielkugel befindet sich im Zentrum des Zielkreises.[41]
2. Die Zielkugel befindet sich im Zentrum des Zielkreises, das Hindernis (Cochonnet) mit einem lichten Abstand von 10 cm vor der Zielkugel.
3. Die Zielkugel befindet sich im Zentrum des Zielkreises, die Hindernisse (zwei Kugeln) mit einem lichten Abstand von 3 cm links und rechts von der Zielkugel.
4. Die Zielkugel befindet sich im Zentrum des Zielkreises, das Hindernis (eine Kugel) mit einem lichten Abstand von 10 cm vor der Zielkugel.
5. Das Cochonnet befindet sich aus Sicht des Schützen 20 cm hinter dem Zielkreis, also auf 6,20 m, 7,20 m, 8,20 m und 9,20 m Entfernung.

Jeder Teilnehmer am Wettbewerb schießt insgesamt 20 Mal. Maximal können bei jedem Schuss 5 Punkte erreicht werden, also insgesamt 100 Punkte erzielt werden.
Der internationale Rekord liegt bei 64 Punkten (durch den Franzosen Dylan Rocher). Als Jugendlicher schoss Manuel Strokosch 2010 bei den Deutschen Meisterschaften mit 58 von 100 möglichen Punkten eine neue deutsche Bestmarke. Bei Pétanque-Weltmeisterschaften liegt die Bestleistung bei 62 Punkten. Diese Marke erreichten Kevin Malbec bei den Jugend-Weltmeisterschaften 2005 in Longueuil, Kanada, und Philippe Quintais bei den Senioren-Weltmeisterschaften 2002 in Grenoble, Frankreich. Das beste Ergebnis einer Frau erzielte Angelique Papon mit 61 Punkten bei den Weltmeisterschaften der Frauen 2006 in Grenoble. Alle drei Rekordhalter sind Franzosen. Als einziger Deutscher ist Dominique Tsuroupa aufgeführt. Er erzielte 2001 in Lons-le-Saunier, Frankreich im 1/4-Finale 38 Punkte.
Wettbewerbe, bei denen Bestergebnisse in der Weltrekordliste geführt werden können, bedürfen allerdings einer vorherigen Anmeldung bei der FIPJP. Da dies bei den wenigsten Wettbewerben der Fall ist, werden zwar immer wieder höhere Punktzahlen als die des Weltrekordes (62 Punkte) erzielt, werden aber nicht als Weltrekorde anerkannt.
Deutscher Meister 2006 wurde Micha Abdul, der mit 40 : 25 Punkten gegen Dominique Tsuroupa gewann. Jugendmeister 2007 war Janik Schaake, der bis 2010 die Bestleistung bei Deutschen Meisterschaften hielt. Er erreichte 2006 in der Vorrunde 53 Punkte. Bei den Landesmeisterschaften in Niedersachsen 2007 erreichte Sascha von Pless 66 Punkte im 1/4-Finale, das Finale verlor er allerdings gegen Olaf Wätjen.

## Veranstaltungen mit oder ohne geschlechtsspezifische Einschränkungen
Pétanque ist ein Sport, bei denen grundsätzlich Sportler unterschiedlichen Alters bei Turnieren, Meisterschaften sowie in Liga- und Pokal-Wettbewerben gemeinsam spielen.

### Senioren
Trotz des irritierenden Namens sind bei Turnieren und Meisterschaften der Senioren (Seniors) alle Spieler mit Ausnahme der Minimes startberechtigt. In der Schweiz wird die „offene Klasse“ Elite genannt. Für die Deutschen Meisterschaften muss bei Teilnahme von Cadets und Juniors allerdings eine altersgerechte Betreuung durch die Landesverbände sichergestellt werden. Senioren-Meisterschaften gibt es national und international im Tête à tête, Doublette und Triplette sowie im Präzisionsschießen.

### Damen
Deutsche Meisterschaften der Damen werden seit 2003 ausgetragen und zwar bis 2005 als Doublette und ab 2006 als Triplette. Damen-Weltmeisterschaften gibt es seit 1988 alle geraden Jahre. Seit 2001 werden in den ungeraden Jahren Europa-Meisterschaften der Damen ausgetragen. Österreich trägt seit 2005 Meisterschaften der Damen (Doublette) aus. In der Schweiz gibt es Damen-Meisterschaften im Doublette und Triplette. 2008 werden erstmals Europa-Meisterschaften der Espoirs für Damen ausgetragen.

### Herren
Lediglich bei den Europameisterschaften der Espoirs gibt es einen geschlechtsspezifischen Wettbewerb für Männer.

### Mixte
Internationale Meisterschaften im Mixte gibt erst seit 2017. Nationale Verbände tragen Mixte-Meisterschaften als Doublette oder Triplette aus. Es gibt darüber hinaus einige schon traditionelle Turniere, die als Triplette oder Doublette mixte ausgetragen werden.

## Wettbewerbe für bestimmte Altersgruppen
Die Altersstufen haben zum Teil französischen Bezeichnungen. Der Wechsel in eine andere Altersstufe erfolgt jeweils im Januar des Jahres. Seit einigen Jahren gibt es Wettbewerbe für Espoirs (fr. Hoffnung), in anderen Sportarten wird diese Altersklasse U23 genannt. Es gibt drei Altersgruppen der Jugendspieler:
- Minimes (U12): bis 11 Jahre
- Cadets (U15): 12–14 Jahre
- Juniors (U18): 15–17 Jahre
- Espoirs (U23): 18–22 Jahre

In Deutschland wurden 2007 erstmals Meisterschaften für Pétanque-Spieler ab 55 Jahre ausgetragen. Zunächst sollte der französische Begriff „Veteran“ benutzt werden. Da der Begriff im Zusammenhang mit den beiden Weltkriegen in Deutschland als belastet angesehen wurde, löste dies im Verband eine Diskussion aus. Es wurde dann der neutrale Begriff „55+“ gewählt. In anderen Verbänden gilt für die Altersgruppe Veteran ein höheres Alter.

## Turniersysteme
Übersichten über Turniere und Meisterschaften finden sich in verschiedenen Turnierkalendern.

### Teamfindung
Die meisten Pétanque-Turniere werden Doublette oder Triplette formé ausgeschrieben, d. h. Spieler melden sich als feste 2er- oder 3er-Formation an. Die Bezeichnung formé wird meist weggelassen. Eine Ausschreibung eines Mêlée-Turniers, bei der am Anfang des Turniers Teams zusammengemischt werden, die dann das ganze Turnier über zusammenspielen, ist (zumindest in Deutschland) eher selten. Häufiger ist die Turnierform Supermêlée, bei denen die Spielpartner in jeder Runde neu zusammengestellt werden.
Da der Anmeldeschluss bei den meisten Turnieren eine halbe Stunde vor Turnierbeginn liegt, können sich Pétanque-Spieler auch am Turniertag zu einer Formation zusammenschließen. Ausnahmen sind Turniere mit verpflichtender Voranmeldung sowie offizielle Meisterschaften, bei denen der Austausch von Spielern entweder unmöglich oder geregelt ist.

### Turniermodus

#### Turniere ohne Subturniere
Die meisten Turniere werden nach einigen Vorrunden in mehrere Subturniere (zum Beispiel A-C-B-D) unterteilt, die mit den ersten Buchstaben des Alphabets bezeichnet werden.
Folgende Turniersysteme eignen sich für ein gemeinsames Turnier aller Teilnehmer:

##### Schweizer System
Die meisten Turniere werden nach dem auch beim Schach angewandten Schweizer System gespielt. Dabei wird nicht immer die Buchholz-Wertung angewandt. Es gibt Turnierveranstalter, die für die Rangliste die erzielten Siege, Punkte und die Punktedifferenz auswerten.
Nicht immer wird eine festgelegte Anzahl von Runden gespielt, sondern bis zum Zeitpunkt da nur eine Mannschaft ohne Niederlage ist.
Ab 2008 trägt die Fédération Internationale de Pétanque et Jeu Provençal (FIPJP) die Vorrunde der Pétanque-Weltmeisterschaft im Schweizer System mit Buchholz- und Feinbuchholzpunkten (6 Runden) aus.

##### Formule 4
Dieses System wird in einigen Gegenden Frankreichs und ganz selten auch in Deutschland gespielt. Es eignet sich für Turniere mit vielen Mannschaften. Da meist mit Zeitbegrenzung gespielt wird, kann das Turnier in wenigen Stunden beendet werden. „Formule“ (fr.) heißt auf Deutsch u. a. Formel, Methode oder Vorgehen. In der Regel werden vier Runden mit Zeitbegrenzung gespielt (daher formule 4), es können aber auch drei oder fünf Runden gespielt werden.
Der Sieger einer Begegnung erhält 100 Punkte plus die eigenen Punkte plus die Differenz der eigenen Punkte und die des Gegners, der Verlierer erhält lediglich seine eigenen Punkte. Bei einem Ergebnis von 10:5 beispielsweise erhält der Sieger 115 Punkte, der Verlierer 5 Punkte. An diesem Beispiel wird auch deutlich, dass der Sieger nicht unbedingt 13 Punkte erzielen muss.
In der ersten Runde wird frei gelost. Nach den weiteren Runden wird jeweils eine Rangliste erstellt. Danach spielt der 1. gegen den 2., der 3. gegen den 4. usw.

#### Turniere mit Subturnieren
Die meisten Turniere werden nach Vorrunden in Subturniere unterteilt.

##### Direkter K.o.
Einige Turniere werden im sog. direkten K. o. entschieden, d. h. nach einer Niederlage scheidet man aus dem Hauptturnier aus. In der Regel wird dann mindestens eine Consolante (fr. Trostrunde) angeboten. Im Deutschen ist die Bezeichnung B-Turnier üblich. Turniere, die nur mit einem Subturnier spielen, werden mit A/B oder A/B direkter K. o. bezeichnet.
Häufiger wird in Deutschland allerdings A/C/B/D (direkter K. o.) gespielt. Die Sieger spielen im A-Turnier weiter, die Verlierer der ersten Runde spielen im C-Turnier weiter. Wer in der zweiten Runde im A-Turnier verliert, spielt im B-Turnier weiter. Die Verlierer des C-Turniers spielen im D-Turnier weiter. Bei ungeraden Teilnehmerzahlen erhält eine Mannschaft ein Freilos und verbleibt im jeweiligen Turnier.
| Teilnehmer z. B.            | 69 | 69 | 69 | 69 |
| --------------------------- | -- | -- | -- | -- |
| Mannschaften pro Spielrunde |    |    |    |    |
| Turnier                     | A  | B  | C  | D  |
| Runde 1                     | 35 | -  | 34 | -  |
| Runde 2                     | 18 | 17 | 17 | 17 |
| Cadrage                     | 4  | 2  | 2  | 2  |
| 1/8-Finale                  | 16 | 16 | 16 | 16 |
| 1/4-Finale                  | 8  | 8  | 8  | 8  |
| 1/2-Finale                  | 4  | 4  | 4  | 4  |
| Finale                      | 2  | 2  | 2  | 2  |

Der Vorteil dieses Systems gegenüber dem Maastrichter, besteht darin, dass vier etwa gleich große Sub-Turniere entstehen. Als Nachteil wird gesehen, dass nur drei Spiele pro Team garantiert werden.

##### Maastrichter System
Beim Maastrichter System sind vier Spiele garantiert. Die Vorrunde wird nach einem einfachen Schweizer System ohne Buchholzpunkte gespielt. Danach wird das Turnier in Subturniere aufgeteilt. Dies sind in der Regel 4 Turniere (A/B/C/D). Bei kleineren Teilnehmerzahlen werden manchmal auch nur zwei Turniere gespielt.
Der Nachteil ist, dass (bei 4 Subturnieren) das B- und C-Turnier deutlich größer ist als das A- und D-Turnier. Im D-Turnier mitunter genügt ein Sieg für den 3. Platz.
Das folgende Beispiel macht dies deutlich.
| Teilnehmer z. B. | 64                          | 64 | 64 | 64 |
| ---------------- | --------------------------- | -- | -- | -- |
|                  | Anzahl der Niederlagen      |    |    |    |
| Nach Runde       | 0                           | 1  | 2  | 3  |
| 1                | 32                          | 32 |    |    |
| 2                | 16                          | 32 | 16 |    |
| 3                | 8                           | 24 | 24 | 8  |
|                  | Mannschaften pro Spielrunde |    |    |    |
| Turnier          | A                           | B  | C  | D  |
| Cadrage          | -                           | 16 | 16 | -  |
| 1/8-Finale       | -                           | 16 | 16 | -  |
| 1/4-Finale       | 8                           | 8  | 8  | 8  |
| 1/2-Finale       | 4                           | 4  | 4  | 4  |
| Finale           | 2                           | 2  | 2  | 2  |

Einige Turnierveranstalter gleichen die Gruppen aus. Eine Möglichkeit ist, dazu die Ergebnisse der Vorrunde heranzuziehen. Eine weitere Möglichkeit ist eine Aufstiegs- bzw. Abstiegscadrage zu spielen. So könnten zum Beispiel im o. a. Beispiel die Sieger der B-Cadrage im A-Turnier, die Verlierer der C-Cadrage im D-Turnier weiterspielen. Ähnlich aufgebaut ist das Nunkirchner System, das jeweils die gleiche Anzahl an Teilnehmern für die Subturniere nach der Vorrunde vorsieht.

##### Nunkirchner System
Dieses System wird nicht mehr sehr oft gespielt. Es werden nach dem Anmeldeschluss ca. 30 Minuten vor dem Spielbeginn drei Runden frei ausgelost. Nach dem Ende der drei Runden wird eine Gesamttabelle ermittelt aus 1. gewonnenen Spielen und 2. dem Punktverhältnis. Die ersten 8 Mannschaften spielen das A-Turnier, die nächsten 8 Mannschaften das B-Turnier, dann 8 Mannschaften das C-Turnier usw. Je nach Anzahl der teilnehmenden Mannschaft kann es bis zum Z-Turnier und noch weiter gehen. Innerhalb dieser einzelnen n Subturniere mit jeweils 8 Mannschaften wird im K.-o.-System weitergespielt, d. h. der Verlierer scheidet aus. Der Sieger spielt entsprechend dem Turnierbaum gegen einen anderen Sieger weiter. Am Schluss stehen die Sieger jedes Subturniers fest. Vorteil für teilweise weit angereiste aktive Spieler ist, dass 4 Spiele garantiert sind. Der Veranstalter hingegen kann fest mit dem Ende des Turniers nach 3 plus 3 Spielen rechnen. Gespielt wird das System beispielsweise beim Bibber-Trip auf dem Dreihof beim 1. BC Essingen in der Pfalz.

##### Gruppe und Poule
Als weitere Möglichkeit der Qualifikation für das Hauptturnier bzw. für weitere Subturniere werden auch Gruppen verwandt. In einer Gruppe spielt jeder gegen jeden. Danach qualifiziert sich eine vorher angegebene Anzahl an Mannschaften für das Haupt- bzw. A-Turnier. Die ausgeschiedenen Mannschaften spielen ggf. in Subturnieren weiter.
Im Pétanque gibt es zusätzlich als besondere Gruppe den Poule. Der Vorteil von Poules ist, dass man mit einer Niederlage noch im Hauptturnier bleibt. Der Nachteil ist, dass eine Mannschaft, die weder eine Barrage noch eine Cadrage spielen muss, lange Pausen hat.
Bei den Deutschen Pétanque-Meisterschaften wird zunächst eine Poule-Runde gespielt. Die beiden erstplatzierten Mannschaften spielen weiter um die Deutsche Meisterschaft, die Spieler der ausgeschiedenen Teams können in der Consolante weiterspielen.
Bis 2007 wurden bei Weltmeisterschaften mehrere Vorrunden gespielt. 2007 wurde zum Beispiel zunächst eine Runde in 8 Gruppen mit 6 oder 7 Teams gespielt. Die 4 Bestplatzierten qualifizierten sich für die erste Poule-Runde 1/16-Finale. Auch das 1/8-Finale wurde in Poules gespielt. Nach den Ergebnissen dieser Poule-Runde wurde ein Turnierbaum erstellt und heruntergespielt. Die in der Hauptrunde ausgeschiedenen Nationen spielten im Nationencup weiter, wo nach zwei Poulerunden im K.-o.-Verfahren weitergespielt wurde (vgl. Pétanque-Weltmeisterschaft 2007).
Auch bei den Pétanque-Welt- und -Europameisterschaften der Damen und der Jugend wurden Vorrunden in Gruppen oder Poules ausgetragen.

##### Cadrage
Die Cadrage ist eine Zwischenrunde, um eine Teilnehmeranzahl zu erhalten, die einer 2er-Potenz (2, 4, 8, 16, 32 usw.) entspricht. Dies ist insbesondere bedeutsam, wenn anschließend in einem K.-o.-Setzbaum weitergespielt wird. Typischerweise müssen die schlechtestbewerteten Mannschaften – beispielsweise ermittelt durch die Buchholzpunkte aus den Vorrunden – die Cadrage spielen. Die Anzahl der Mannschaften {\displaystyle c}, die in die Cadrage müssen, berechnet sich aus der Gesamtanzahl {\displaystyle n} teilnehmender Mannschaften wie folgt:
{\displaystyle c=2(n-2^{\lfloor log_{2}{n}\rfloor })}
{\displaystyle 2^{\lfloor log_{2}{n}\rfloor }} ist dabei die nächstniedrigere Zweierpotenz bezüglich {\displaystyle n} Mannschaften, die sich aus der Anzahl nach der Cadrage zu spielender K.-o.-Runden {\displaystyle \lfloor log_{2}{n}\rfloor } berechnet. Bei beispielsweise 20 Mannschaften müssten also 8 Teams die Cadrage spielen. Die 4 Sieger der Cadrage kommen zusammen mit den 12 Teams, die keine Cadrage spielen müssen, unter die besten 16 und spielen anschließend ggf. im K.-o.-Modus zunächst das Achtelfinale.
Auch in einem Turnier, in dem zunächst in Poules (Gruppen) gespielt, wird nach der Gruppenphase eine Cadrage gespielt, wenn es notwendig ist.

### Ermitteln der Paarungen
Zur Ermittlung der Paarungen werden im Pétanque folgende Verfahren angewandt:
- Setzen
- Losen
- Ziehen des Gegners bzw. des Platzes
- Turnierbaum

#### Setzen
Setzlisten werden im Pétanque selten angewandt. Der Niedersächsischen Pétanque Verband (NPV) wendet zum Beispiel eine Setzliste bei seinem Meisterschaften bzw. Qualifikationsturnieren an.

#### Losen
Weitgehend werden die Begegnungen frei ausgelost. Bei Turniere im Schweizer oder Maastrichter System können auch gleich die ersten beiden ersten Runden vorgelost werden. Dann werden zwei Begegnungen zusammengefasst. Die Sieger und die Verlierer spielen dann jeweils gegeneinander.

#### Ziehen
Eine besondere Form der Auslosung ist das Ziehen des Gegners bzw. des Platzes, das häufig beim Maastrichter System und beim Direkten K. o. angewandt wird. Es ist auch beim Schweizer System möglich.
Ab der zweiten Runde werden die Plätze für die einzelnen Subturniere festgelegt. Für einen Platz werden jeweils zwei Lose in verschiedene Lostöpfe gelegt. Die Lostöpfe werden mit der Anzahl der Siege bezeichnet.
Beispiel:
Bei einem Turnier mit 64 Mannschaften haben nach der 1. Runde 32 Teams einen Sieg und 32 Teams null Siege. Die Plätze 1–16 werden den Mannschaften mit einem Sieg zugeordnet, die Plätze 17–32 den Mannschaften ohne Sieg. In den Topf mit „1“ kommen nun je zwei Lose mit den Zahlen 1–16, in den Topf „0“ kommen je zwei Lose mit den Zahlen 17–32. Beide Mannschaften müssen gemeinsam das Ergebnis melden. Der Sieger zieht einen Platz aus Topf 1, der Verlierer aus Topf 0. Sowie zwei Mannschaften für ein Platz feststehen und dieser nicht mehr belegt ist, können diese das Turnier fortsetzen. Da Begegnungen unterschiedlich lange dauern, kann dies zur Beschleunigung des Turnierverlaufs führen.

#### Turnierbaum
Turnierbäume werden häufig in Subturniere angewandt, auch hier ist es möglich, das Begegnungen beim Feststehen beider Gegner und freiem Platz ohne festen Zeitplan fortzusetzen.

## Zeitbegrenzung
Grundsätzlich wird beim Pétanque ohne Zeitbegrenzung gespielt, und zwar solange, bis ein Team 13 Punkte hat. Einige Turnierveranstalter regeln allerdings für einen Teil der Spiele (zum Beispiel die Vorrunde) oder das ganze Turnier, das mit einer Zeitbegrenzung gespielt wird. Es wird eine feste Zeit (etwa 45 Minuten bis 1 Stunde). Die bei Abpfiff begonnene Aufnahme wird beendet, oft dann noch eine oder zwei weitere Aufnahme gespielt. Es wird auch geregelt, ob Null-Aufnahmen als weitere Aufnahme zählen. Steht es am Ende der vereinbarten Aufnahmen Unentschieden, wird in der Regel eine weitere Aufnahme gespielt. Meist, aber nicht immer, wird bei Zeitspiel das Spiel beim Erreichen von 13 Punkten beendet.
Es gibt allerdings eine Zeitvorgabe. Zwischen dem Wurf der Zielkugel und der ersten Kugel sowie zwischen zwei Kugeln darf nur 1 Minute verstreichen. Die Frist beginnt, sowie die zuerst geworfene Kugel zu Ruhe kommt. Es sei denn, es muss gemessen werden, welche Mannschaft den Punkt hat. Dann beginnt die Frist nach dem Messen.

## Spielfelder
Spielfelder müssen bei Pétanque-Turniere nicht abgesteckt werden, es kann terrain libre (fr.) gespielt werden. Werden Spielfelder ausgewiesen, müssen diese mindestens 15 × 4 m sein, in Ausnahmefällen mindestens 12 × 3 m sein.
„Sind die Spielfelder hintereinander angeordnet, gelten die Begrenzungslinien an den Kopfseiten des eigenen Spielfeldes als Auslinien.“ „Bei unmittelbar nebeneinander angrenzenden Spielfeldern gelten die äußeren Begrenzungslinien des Nachbarfeldes als Auslinien.“ Einige Turnierveranstalter bestimmen regelwidrig, dass carré (nur im eigenen Spielfeld) gespielt wird. Auch die verbreitete Ansicht, die Spieler könnten miteinander vereinbaren, carré zu spielen, entspricht nicht den Regeln.
Regelgerecht dagegen ist es, für das Endspiel ein Carré d’Honneur auszuweisen. Dieses ist meist größer als die anderen Spielfelder oder wird durch die Zusammenlegung mehrerer Spielfelder geschaffen. Es wird auch dafür gesorgt, dass ausreichend Platz für Zuschauer ist.

## Doping
Die Sportverbände sind (indirekte) Mitglieder der nationalen (zum Beispiel Nationale Anti-Doping Agentur Deutschland oder Nationale Anti-Doping Agentur Austria) und internationalen Doping-Agenturen (World Anti-Doping Agency) bzw. haben mit diesen Verträge. Die Einhaltung der Doping-Richtlinien ist auch Voraussetzung für die Förderung durch den Deutschen Olympischen Sportbund (DOSB).